# Mérial
Mérial, auf Okzitanisch und Katalanisch: Merial, ist eine französische Gemeinde mit 30 Einwohnern (Stand: 1. Januar 2022) im Département Aude in der Region Okzitanien. Sie gehört zum Kanton La Haute-Vallée de l’Aude und zum Arrondissement Limoux.
Nachbargemeinden sind Camurac im Norden, Niort-de-Sault im Nordosten, Mijanès im Südosten, La Fajolle im Süden, Sorgeat im Südwesten und Montaillou im Westen.

## Bevölkerungsentwicklung
| Jahr      | 1962 | 1968 | 1975 | 1982 | 1990 | 1999 | 2007 | 2015 |
| --------- | ---- | ---- | ---- | ---- | ---- | ---- | ---- | ---- |
| Einwohner | 60   | 44   | 34   | 30   | 26   | 21   | 26   | 30   |